# Мухаммад ибн Туглак
Гийас ад-дин Мухаммад-шах II ибн Туглак (перс. محمد بن تغلق‎‎; ок. 1290, Дели, Делийский султанат — 20 марта 1351, Синд), также известный под прозвищем «Кровавый султан» — восемнадцатый султан Дели, правивший с 1325 до своей смерти в 1351 году. Сын султана Дели Гийас ад-дина Туглак-шаха I (1320—1325) из династии Туглакидов.
Во время своего правления продолжал завоевательную политику предшественников, в результате чего Делийский султанат достиг наибольшей территории за всё время своего существования. В то же время потерпел ряд тяжёлых поражений в Пенджабе и предгорьях Гималаев, вследствие чего не смог расширить своё влияние за пределы Индийского субконтинента. В 1328 году перенёс столицу из Дели в Девагири, но в 1335 вернул её обратно.
В то же время царствование Мухаммада ибн Туглака характеризовалось социальной и экономической нестабильностью, которая выливалась в недовольство и многочисленные восстания. За 26 лет у власти он подавил 21 восстание, оставив после себя нестабильное и слабое государство, от которого отделилась Бенгалия и территории на юге Индостана, где образовались Бахманийский султанат и Виджаянагарская империя.
Мухаммад ибн Туглак считался достаточно образованным человеком своего времени. Он изучал медицину, а также был знаком с астрономией, философией, математикой и другими науками. Владел несколькими языками, включая персидский, хинди, арабский, санскрит и турецкий. Многие обычаи при дворе султана были описаны арабским путешественником Ибн Баттутой.

## Приход ко власти
Считается, что Мухаммад ибн Туглак родился между 1290 и 1300 годами. Он получил хорошее образование, добившись больших успехов в изучении Корана, исламского права, астрономии, логики, философии и медицины. Его отцом был Гийас ад-дин Туглак-шах I, который в то время служил дому Хильджи.
В 1320 году в результате заговора ко власти в султанате пришёл Хусроу-хан. Мухаммад отказался признавать его правление и совместно с отцом, занимавшим должность губернатора, взял на себя инициативу по его свержению. Армия Туглака победила Хусроу-хана битвах при Сарасвати и битве при Лахравате, после чего тот был схвачен и убит. 6 сентября 1320 года Гийас ад-дин Туглак-шах I был официально провозглашён новым султаном, а Мухаммад стал принцем. До восшествия на престол он был известен под именем «Джауна-хан».
В 1321—1322 годах Джауна-хан возглавил военную кампанию против династии Какатия, правившей на плоскогорье Декан. После череды неудач ему всё-таки удалось нанести поражение войскам царства и захватить его столицу — город Варангал, который был переименован в «Султанпур». Это привело к включению всего плоскогорья в состав Делийского султаната.
В 1323 году Туглак назначил своего сына Джауна-хана главным наследником и преемником, взяв письменное соглашение от министров и знати государства. В 1325 году Гийас ад-дин Туглак принимал гостей в деревянном шатре, который неожиданно обрушился, убив султана и его второго сына. Некоторые исследователи предполагают, что именно Джауна-хан организовал гибель своего отца в результате обрушения. Того же мнения придерживался путешественник Ибн Баттута. В феврале Мухаммад ибн Туглак официально возглавил Делийский султанат, став вторым правителем из династии Туглакидов.

## Перенос столицы

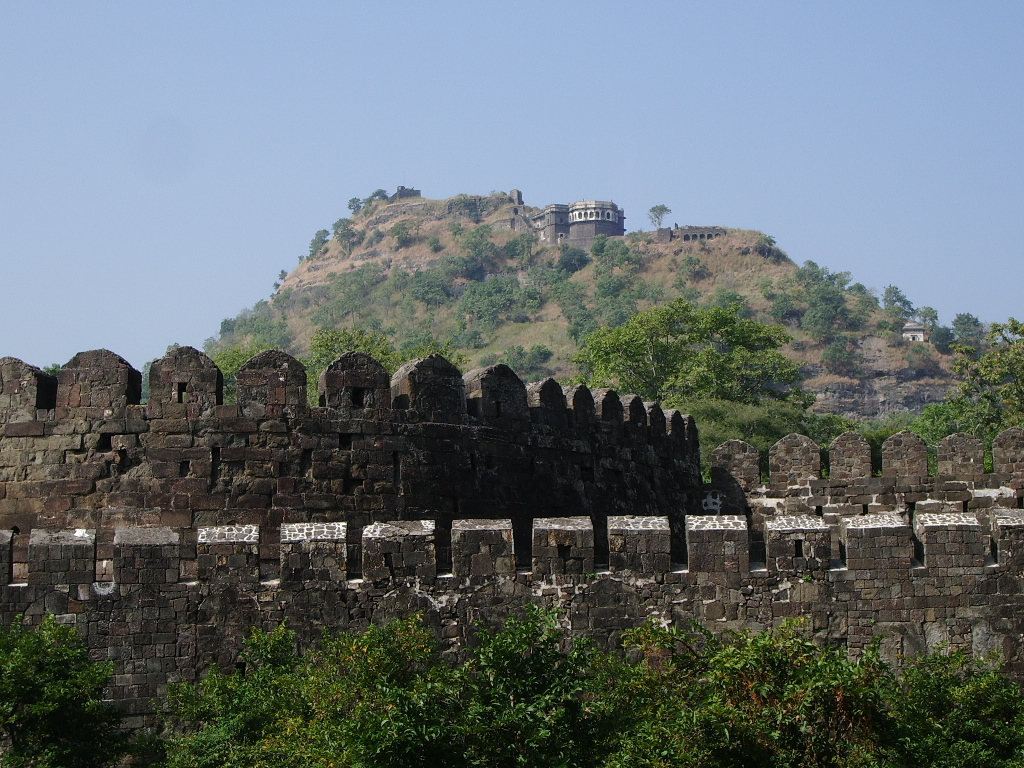
Крепость Даулатабада

В 1327 году Мухаммад ибн Туглак приказал перенести столицу Делийского султаната в город Девагири (был переименован в «Даулатбад»), расположенный на плоскогорье Декан в южной оконечности полуострова Индостан. Он находился в центральной части султаната, в равном удалении от её северной и южной частей, поэтому Туглак рассчитывал, что перенос столицы упростит управление государством. Кроме того, как считал Ибн Батутта, это было мерой безопасности в случае вторжения со стороны монгольских правителей Хорасана.
В 1329 году Мухаммад-шах приказал всем рабам, слугам, знати и улемам переехать в новую столицу. Для этого между Дели и Даулатабадом была построена широкая дорога с остановочными пунктами раз в 3 километра. На остановках были возведены небольшие ханаки, а также находились запасы провизии и питьевой воды. Впоследствии оказалось, что ресурсов было недостаточно, поэтому многие люди погибли в дороге от голода и истощения.
Даулатабад был разделён на районы (махалля), каждый из которых предназначался для особой группы населения — например, в новой столице были районы для солдат, поэтов, судей и знати. В то же время в городе наблюдались серьёзные проблемы с водоснабжением, а самим им стало сложно управлять из-за постоянных восстаний на плоскогорье Декан. В 1335 году Мухаммад ибн Туглак принял решение перенести столицу обратно в Дели, заставив всех горожан вернуться на предыдущее место жительства.
Некоторые средневековые историки, включая Ибн Баттуту и Барани, писали, что из-за переноса столицы Дели был полностью опустошён (как утверждал Барани, «в городе не осталось ни одной кошки или собаки»). Принято считать, что это преувеличение, однако современные историки сходятся в том, что Дели несколько утратил своё торговое и политическое влияние. С другой стороны, формирование мусульманской элиты в Даулатабаде способствовало укоренению ислама на плоскогорье Декан: в том числе благодаря этому в регионе установился Бахманийский султанат, который более 80 лет сдерживал растущую мощь Виджаянагарской империи.

## Военные кампании

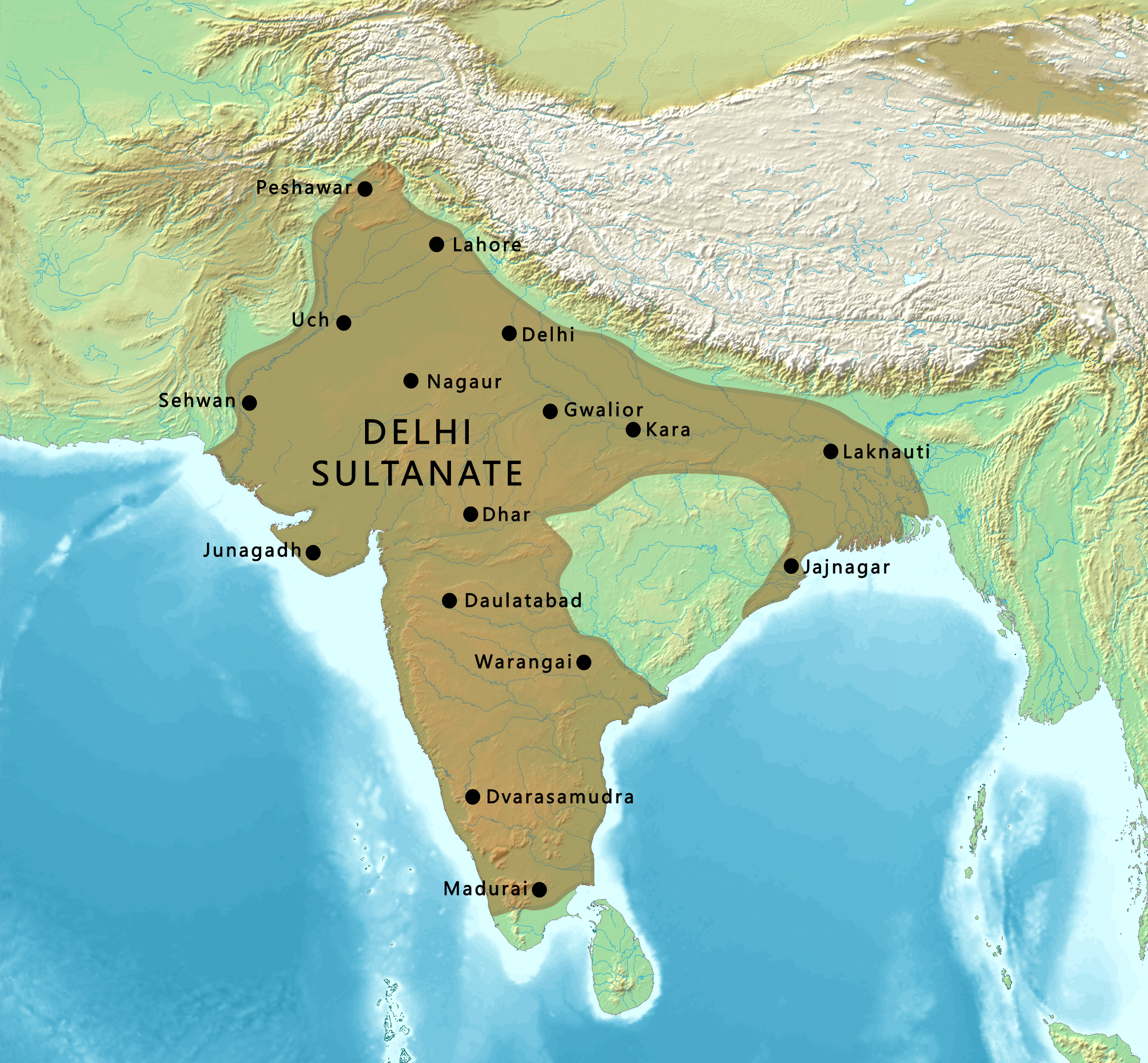
Карта Делийского султаната в правление Мухаммада ибн Туглака

В ходе своего правления Мухаммад ибн Туглак проводил активную экспансию, намереваясь расширить своё влияние за пределы Индийского субконтинента. По словам Зия-уд-дина Барани, в 1329 году он обратил своё внимание на Хорасан и Трансоксанию, предположительно намереваясь завоевать два монгольских государства — Чагатайский улус и государство Хулагуидов. С другой стороны, Мухаммад-шах хотел обезопасить Синд и Пенджаб от походов, которые проводили монгольские правители. Для этого Мухаммад Туглак приглашал ко двору местных правителей хорасанских городов и богато их одаривал, пытаясь таким образом поспособствовать свержению династии чингизидов.
Тогда же для проведения хорасанского похода Мухаммад ибн Туглак собрал армию численностью в 370 000 солдат, которым заплатили иктой. При этом, по словам Барани, при наборе не брались в расчёт навыки воинов, их умение владеть мечом и порода их лошадей. Войско около года оставалось без какой-либо задачи и затем было разогнано, поскольку в казне не было средств для содержания такой большой армии. После этого идея проведения крупномасштабной военной кампании в Хорасане была заброшена, по-видимому, навсегда.
В 1333 году Мухаммад ибн Туглак отправился с походом против царства Кангра-Ламбагреон, находящегося в Гималаях. Некоторые историки, такие как Бадауни и Феришта, впоследствии писали, что после этого Мухаммад-шах хотел пересечь Гималаи и вторгнуться в Китай, однако встретил сопротивление со стороны раджпутской династии Каточ. Местным царям удалось разбить армию Делийского султаната, которая была абсолютно не приспособлена к сражениям в горной местности. При этом практически все из 100 000 солдат Туглака погибли, а оставшиеся были вынуждены отступить и отказаться от дальнейших планов экспансии на север.

## Денежная реформа
Многие историки отмечают, что монетные дворы Делийского султаната выпускали некачественные и плохо оформленные монеты самых разных форм и размеров. В 1330 году, после неудачного похода, Мухаммад ибн Туглак приказал чеканить монеты из латуни и меди, стоимость которых была бы равна стоимости монет из золота и серебра. По мнению хрониста Зия-уд-дина Барани, султан пошёл на этот шаг, потому что хотел завоевать весь мир и для этого планировал собрать огромную армию, которую нужно было на что-то содержать. Делийская казна же была истощена из-за многочисленных наград и подарков, выдававшихся золотом.

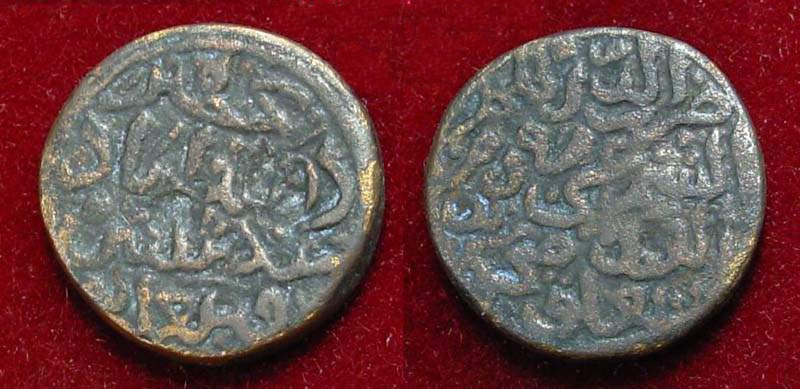
Латунная монета времён Мухаммада ибн Туглака

После подобной реформы чиновники стали платить налоги латунными и медными монетами, а также использовать их для покупки оружия и лошадей. Это привело к тому, что ценность денег снизилась и, по словам Сатиш Чандры, любые монеты стали «бесполезными, как камни». Наблюдался большой всплеск фальшивомонетничества: в силу плохого качества настоящих монет граждане часто не могли различить поддельные. Зий-уд-дин Барани писал, что индийские дома превратились в монетные дворы.
Ибн Баттута, приехавший в Дели в 1334 году, подобную практику в своём дневнике не упомянул, поэтому считается, что использование медных и латунных монет прекратилось как минимум к 1333 году.

## Налогообложение
Провал денежной реформы, попытка переноса столицы и неудачные походы в Пенджаб и Гималаи опустошили казну султаната, из-за чего Мухаммаду Туглаку приходились вводить новые налоги. В первую очередь появились дополнительные сборы с землевладельцев (абваб), а также был введён более строгий учёт скотины и жилых помещений. При этом при сборе налога учитывался не фактический урожай, а предполагаемый исходя из размера земельного надела. По словам Барани, взимаемые с крестьян налоги выросли «в десять или двадцать раз». Принято считать, что это преувеличение, но современные историки сходятся во мнении, что введение новых налогов значительно ухудшило положение крестьян.

## Религиозная политика
Историки высказывают противоречивые мнения о религиозной терпимости Мухаммада ибн Туглака. Британский медиевист Питер Джексон утверждает, что Мухаммад-шах был единственным султаном Дели, который принимал участие в индуистских праздниках. Некоторые историки также упоминают, что он уважал джайнского монаха Джинапрабху Сури и советовался с ним по религиозным вопросам. Унаследовавший власть султан Фируз-шах Туглак упоминал, что при его предшественнике в стране всё ещё строили и восстанавливали идолопоклоннические храмы.
В то же время Ибн Баттута и Фетишта считают, что Мухаммад ибн Туглак проявлял нетерпимость к другим религиям. Ибн Баттута в своих заметках описывал случай, когда император Юань отправил посольство в Дели с целью восстановления разграбленного храма в Самбхале. Султан отказал посланникам и указал, что восстанавливать храмы могут только те, кто проживает на мусульманской территории и платит джизью — налог, взимавшийся с иноверцев.

## Упадок султаната

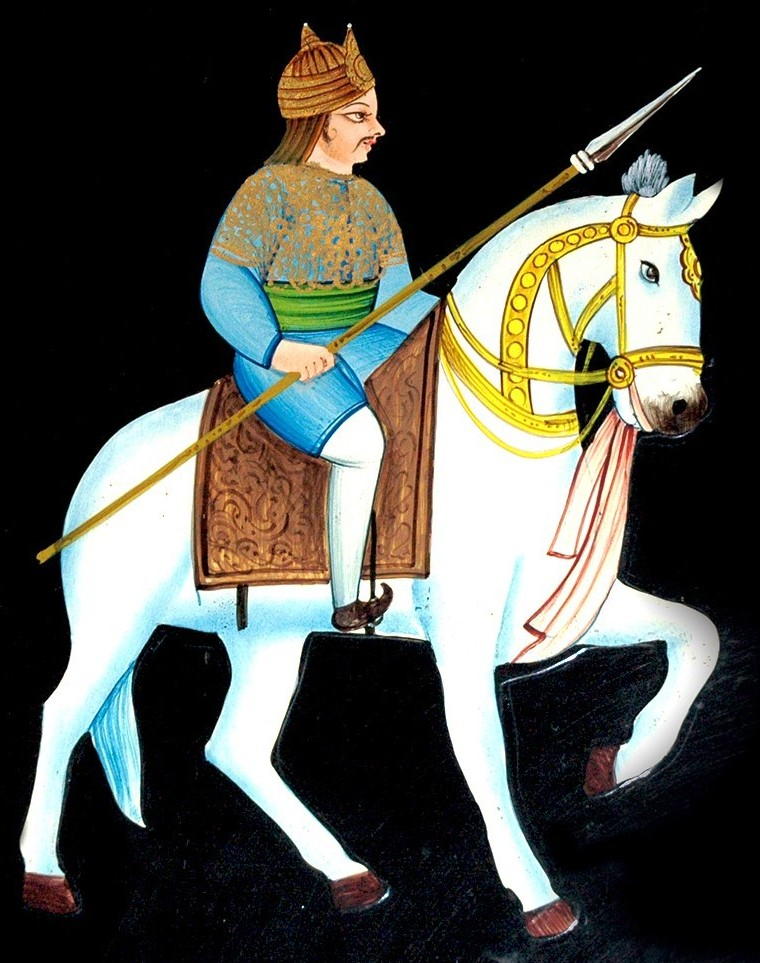
Капая Наяка, возглавивший в Варангале успешное восстание против власти Туглаков

Социальные и экономические проблемы сделали невозможным удержание обширных территорий, населённых иноверцами. В раджпутском царстве Мевар местный аристократ Хаммир Сингх изгнал делийского ставленника и в 1336 году восстановил власть династии Гухила, победив Мухаммада ибн Туглака в битве при Синголи. После этого вся территория Раджпутаны была передана Хаммир Сингху и больше никогда не входила в состав Делийского султаната.
Особенно тяжёлой была ситуация на юге: в 1334 году ставленник Мухаммада в Мадурайском султанате объявил о своей независимости, а в 1336 году братья Харихара и Букка Рая из династии Сангама основали индуистскую Виджаянагарскую империю. Тогда же во главе с Капаей Наякой поднялось восстание в бывшей столице Какатии — городе Варангале. В армии делийского султана вспыхнула эпидемия, из-за чего он был вынужден отступить и таким образом утратить ещё один важный центр в Декане.
В довершение ко всему против власти Мухаммада ибн Тулгака восставали некоторые военачальники. В 1340-х годах на плоскогорье Декан разгорелся мятеж шиитских генералов, который закончился в 1347 году отступлением Тулгаков и основанием Бахманийского султаната со столицей в Гулбарге. Его возглавил один из лидеров восстания Хасан Бахман-шах.
В итоге к 1350 году территория Делийского султаната, в начале правления Мухаммада простиравшаяся до южной оконечности полуострова Индостан, ограничивалась рекой Нармадой.

## Смерть
Во время похода против тюркских племенён Мухаммад ибн Туглак неожиданно заболел и 20 марта 1351 года умер. На это индийский хронист Зия-уд-дин Барани не без иронии заметил: «Правитель избавился от своего народа, а народ — от своего правителя».
Наследников мужского пола у Мухаммада не было, поэтому своим преемником султан назначил двоюродного брата Фируз-шаха Туглака, который пользовался его доверием и занимал высокие административные посты. Знать, которая была обеспокоена возникшей после смерти Мухаммада нестабильностью, поддержала кандидауру Фируз-шаха. После некоторых колебаний он возглавил султанат и оставался его правителем вплоть до своей смерти в 1388 году.